# Оборонні споруди у межиріччі Дніпра і Сіверського Дінця в 17—18 століттях

Карта-схема оборонних споруд південної України у XVIII столітті.

## Передумови створення
З кінця XV століття Північне Причорномор'я стає об'єктом пильної уваги трьох сусідніх держав: Туреччини та її васала Кримського ханства, Московської держави, Речі Посполитої. Кожна з названих сторін намагалася закріпитися в регіоні, щоб, перш за все, протистояти іншій. Спершу найбільших успіхів у цій справі досягла Польсько-Литовська держава, закріпивши за собою значну частину Північного Причорномор'я. Чималу роль у цьому відігравало підпорядковане їй українське козацтво. Вже наприкінці XVI століття при гирлі Самари козаки збудували укріплене містечко Самар та Самарський чоловічий монастир а при гирлі Кальміусу форпост Домаху, який мав як промислове, так і військове значення. На це ж століття припадає і формування московської сторожової та станичної служби в Середньому Подонців'ї. Якщо перша групами в 6-8 чоловік контролювала певну ділянку кордону з Кримом, що проходив Сіверським Дінцем, то друга повинна була заглиблюватися на правому березі Дінця до вершин рік Орелі, Самари, Вовчої, Кривого Торця, Бахмута та Міуса, щоб вивідати наміри кримських татар, які кочували в цих місцях зі своїми стадами худоби, особливо в посушливі роки.

## Кінець XVII століття

Відтворення плану Ізюмської фортеці 1681 року на плані Ізюма, 1787 рік.

План Богородицька 1688 року на плані Новомосковська 1784 року.

Оборонні споруди в східній частині регіону Московська держава стала зводити лише з середини XVII століття, зокрема після Переяславської Ради, коли Гетьманська Україна і Запорожжя визнали зверхність російського царя. Важливу роль у цій справі відіграли Торські соляні промисли, які з кінця XVI століття забезпечували сіллю не тільки Лівобережну і Слобідську Україну, але й південно-західні повіти Росії. Тому перші оборонні споруди — Маяцький (1663) і Торський (1676) остроги були збудовані з метою захисту промислів від нападів татар. З цією ж метою і для прикриття Святогірського монастиря, пограбованого кримською ордою в 1679 році, козаками слобідських полків під керівництвом харківського полковника Г. Донця в 1684 році була зведена Торська оборонна лінія, яка вважається продовженням Ізюмської, що зводилася в 1680—1681 роках для прикриття Слобідської України та південних повітів Росії від набігів татар Ізюмським та Муравським шляхами. Головним оборонним пунктом на Ізюмській лінії була Ізюмська фортеця, що складалася з Малого та Великого містечок і Замку при Кременецькому кургані. Всі перелічені оборонні споруди в основному були заселені вихідцями із Правобережної України, що після Переяславської Ради стали масово переселятися на Лівобережжя, а зі створенням у 1685 році Ізюмського слобідського полку багато з них осіли в цих місцях. Доказом цього можуть служити назви місцевих населених пунктів, які подекуди збігаються з подільськими. До того ж козаки цього полку з 1701 року стали розбудовувати при відкритих у 1683 році соляних джерелах на Бахмуті слободу і варниці, а в 1703 році збудували й острог, щоб було де заховатися, згідно з їх проханням, «від воїнських людей». Слобожанами та російськими служилими людьми в середині 40-х років XVII століття було насипано земляний вал і зведено острог в межиріччі Коломаку та Мжі, на Муравському шляху (Валки).
Невдалий похід російських військ і українських козаків під командуванням В. Голіцина на Крим у 1687 році спонукав царський уряд до реалізації пропозицій генерала Г. Косагова щодо будівництва оборонних споруд на берегах рік Берестової та Орелі, разом з тим, і зведення опорних пунктів на шляхах до Криму та посилення свого впливу на Січ. Гетьмана Івана Самойловича звинуватили у невдачах походу і на його місце при поверненні з нього, при Коломаку на козацькій раді обрали гетьманом Івана Мазепу.
Згідно з Коломацькими статтями українське козацтво було зобов'язане збудувати на лівому березі Дніпра, навпроти Кодака «шанець як і Кодак», та міста на берегах Самари та Орелі, при гирлах Берестової й Орчика й заселити їх українцями для стримування нападів кримських орд як на великоросійські, так і на малоросійські міста. В ході підготовки до нового походу на Крим українськими козаками під командуванням Мазепи та російськими військами у травні — серпні 1688 року при гирлі Самари й козацького містечка Самар було зведено Богородицьку фортецю, в якій розмістився понад 4 тис. російський гарнізон на чолі з воєводою та поселилось понад 1 000 українців. У 1689 році при поверненні з другого кримського походу за розпорядженням цього ж Голіцина друга фортеця була закладена на цій Самарі при урочищі Сорок Байраків, що викликало велике незадоволення серед запорожців.

## XVIII століття
Хоча обидва кримських походи були для Росії невдалими, перемога європейських держав (Священної ліги, до якої входила і Росія) над Туреччиною прискорила підписання в 1700 році вигідного для Росії Константинопольського договору, за яким, крім Азова, вона отримувала значні території в Північному Приазов'ї. Згідно з розмежуваннями 1704—1705 років російсько-турецький кордон проходив від Азова берегом моря до правого берега Міусу, а відтак — прямою лінією до впадіння в Берду лівої притоки Каратиш. Бердою він переходив на Кінські Води і до Дніпра, Дніпром — до його правої притоки Кам'янки, з неї — на Південний Буг, по останньому — до кордону з Річчю Посполитою. Однак поразка російських військ у 1711 році при Пруті ліквідувала ці завоювання. Згідно з Прутським, Константинопольським і Адріанопольським договорами Росія фактично втратила все Північне Приазов'я. Новий кордон проходив від Дону річкою Темерник на річку Тузлів, нею — до Міуської переправи, що вела до Черкаська. З неї Азовським шляхом вододілом Кринки, Лугані, Бахмуту, Кривого Торця і Кальміусу. Від вершин Кривого Торця він ішов на витоки Сухого Торця, звідти вододілом Самари й Орелі — до Дніпра. Це створювало загрозу для порубіжних районів Росії, особливо для Слобожанщини, Торських і Бахмутських соляних промислів.
Перенесення російсько-турецького кордону, подекуди майже на 300 км на північ, змусило царський уряд вживати заходи до його зміцнення, особливо прикордонних фортець — Бахмута, який фактично був зруйнований російськими військами як один із опорних пунктів Булавінського повстання, та Тору. Щоб сформувати надійнішу прикордонну службу, Петро І у 1713 році видав указ про набір у Київській та Азовській губерніях по 3500 чоловік ландміліції (територіальних військ), якими царський уряд сподівався замінити запорожців, що після розгрому російськими військами в 1709 році Старої Січі прийняли турецьке підданство.

### Українська лінія
З приходом на царський трон Анни Іоаннівни та можливістю нової російсько-турецької війни, не тільки активізувалися переговори із запорожцями про їх повернення на старі місця, але й київським генерал-губернатором Вейсбахом було запропоновано збудувати оборонну лінію від Дніпра по Орелі, Берестовій, щоб перекрити Муравський шлях й захистити Гетьманщину та Слобідську Україну від турецько-татарської загрози, тобто реалізувати ідею генерала Косагова, висунуту ще під час будівництва Ізюмської лінії.
У грудні 1730 року генерал-майор де Бреньї подав на розгляд Військової колегії розроблений ним з урахуванням місцевості план, за яким передбачалося збудувати земляний вал реданного характеру з ровом, а в найнебезпечніших місцях фортеці від Дніпра по берегах Орелі, Берестової та Береки до Сіверського Дінця, а по Дінцю — до Лугані. Під прикриттям лінії поселити 20 ландміліційних полків. Відповідальним за будівництво лінії було призначено генерал-лейтенанта Тараканова, а за інженерні роботи — генерал-майора де Бреньї.
Роботи на спорудженні лінії розпочалися в червні 1731 року зі зведення на правому березі Берестової фортеці Парасковії. Друга партія робітників вела будівництво лінії на лівому березі Береки. На будівництві працювало 20 тис. гетьманських козаків і 10 тисяч посполитих, а також 2 тис. слобожан. З червня до 20 жовтня (за старим стилем) ними було збудовано 120 верст земляного валу та рів перед ним і 10 фортець. У січні 1732 року Сенат заслухав доповіді Тараканова і де Бриньї про хід будівництва лінії і затвердив план робіт на поточний рік, намітивши завершення будівництва лінії і 6 фортець від 10-ї Белівської до Дніпра. В цьому ж році була розроблена чітка інструкція щодо будівництва лінії і фортець при ній. На будівництві лінії в 1732 році працювали 15 тис. гетьманських козаків і 15 тис. посполитих, 2 тис. робітників із слобідських полків. Цими людьми було завершено будівництво лінії і фортець. У 1733 році гетьманські і слобідські полки звернулися до цариці з проханням зменшити кількість робітників на лінії. Гетьманським полкам зменшили число робітників до 10 тис., а слобідським — на 1/3 від попередньої кількості. Цими робітними людьми планувалося завершити всі види робіт як на лінії, так і в фортецях. Однак, як свідчить затверджений у лютому 1734 році план основних робіт на новий рік, значна частина робіт через зменшення кількості робітників була перенесена з 1733 на 1734 рік. У цьому документі йдеться не про 6 фортець на ділянці від 10-ї Белівської фортеці до Дніпра, а про сім, а також про продовження лінії по Сухому Торцю до Лугані, де передбачалося збудувати 11 фортець, щоб поселити в них 11 ландміліційних полків. Також передбачалося збудувати перед лінією маяки і форпости для караульної служби. Оскільки на лінійні роботи не вислали потрібної кількості людей (в 1734 працювало лише 7 440 робітників), то ці роботи, зокрема з продовження лінії від Петрівської фортеці до Лугані, не були виконані. Взагалі з 1733 по 1742 рік для завершення будівництва, ремонту лінії та будівництва слобід для однодвірців було вислано 120 760 чоловік, що в середньому становило понад 12 тис. на рік.
Порівняння різних видів джерел дозволяє стверджувати, що на початок Російсько-турецької війни 1735—1739 років лінія складалася з реданного валу і рову перед ним, 17 фортець (за назвами 1738 року від Дніпра):
- Борисоглібська (сучасне село Рудка);
- Царичанська;
- Лівенська (Лівенське);
- Василівська (Маячківська) (Нехвороща);
- Ряська (Нехворощанська) (Ряське);
- Федорівська, Святого Феодора (Дрієцька, Нова до 1738 рік) (Залінійне);
- Козловська (Крутоярська до 1738 рік) (Скалонівка);
- Белівська (Десята (від Дінця), або Пархомів Буйрак з 1731 по 1738 рік) (Красноград);
- Іоанівська, Святого Іоанна (Жовтневе);
- Орловська, (Дев'ята до 1738 року) (Дячківка);
- Параскеєвська, Святої Параскеви (Парасковія);
- Єфремівська (Троїцька, Трончатська, Трончатський Буйрак до 1738 року) (Єфремівка);
- Олексіївська, Святого Олексія (Берецька до 1738 року) (Олексіївка);
- Михайлівська, Святого Михайла (Кисельна, Кисіль, Кизель до 1738 року) (Михайлівка);
- Слобідська (Лозова до 1738 року) (Павлівка Друга);
- Тамбовська (Бузова, Бусова до 1738 року) (Мар'ївка);
- Петрівська, Святого Петра (Донецька до 1738 року) (Петрівське)
- та 49 редутів.

Протяжність лінії становила 268,5 версти. Щодо оборонно-стратегічного значення лінії, то в джерелах не виявлено жодного випадку взяття її фортець турецько-татарськими загонами, за винятком обходу лінії з обох флангів. В той же час в ході російсько-турецької війни вона стала головною базою для наступу російських військ на Крим. Крім укріплень на Самарі, на шляху слідування російських військ до Криму були зведені редути, в яких переважно зберігались запаси продуктів, питної води та зброї під охороною українських козаків. Під прикриттям лінії було поселено 9 з 20 ландміліційних полків з підпомічниками, що сприяло збільшенню населення регіону. В той же час лінія відрізала Військо Запорозьке від Гетьманщини, викликавши велике незадоволення серед козаків.

### Дніпровська лінія
Перемога Росії у війні з Туреччиною 1735—1739 років сприяла перенесенню південних її кордонів на узбережжя Азовського моря, тобто поверненню втрачених територій після поразки при Пруті. Через те неодноразово обговорювалися плани будівництва нових оборонних споруд на південь від Української лінії. Найреальніше втілення вони знайшли в 50-х роках у прикритті її флангів на Правобережжі Дніпра Новою Сербією та Новослобідським полком, а в Подонців'ї — Слов'яносербією.
У 1764 році при обговоренні питання обороноздатності новостворюваної Новоросійської губернії було вирішено для прикриття поселень, що знаходились на південь від Української лінії, збудувати нові фортеці на Самарі, в Богородицькому, в Бахмуті та при гирлі Лугані. Всі три фортеці планувалося збудувати середніх розмірів. Посеред них — спорудити велику фортецю. У цьому ж році при відправці геодезистів для опису кордонів губернії доручили їм визначити місця для цих фортець. Їх будівництво повинні були розпочати навесні 1767 року. Підготовка й початок нової російсько-турецької війни не дозволили здійснити цей план, а сприяли появі нового — зведення Дніпровської лінії на російсько-турецькому кордоні, встановленому за умовами Белградського договору (1739). Чи не найбільше зведення нової лінії було викликане руйнівним походом кримської орди наприкінці 1768 — на початку 1769 років на Бахмут і Тор та вздовж Української лінії на правобережжя Дніпра, на Новослобідський полк і Нову Сербію.
На початку 1770 року під керівництвом генерал-поручика М. Деденьова було складено план будівництва Дніпровської оборонної лінії — від Дніпра правим берегом Кінських Вод і лівим — Берди до Азовського моря. В Придніпров'ї, на берегах Мокрої Московки, а в Приазов'ї, на лівому боці Берди, передбачалося збудувати фортеці середньої величини, на правому березі Кінських Вод і лівому березі Берди відповідно по дві малих фортеці, між верхів'ями рік — земляний вал і рів на 35 верст, а при ньому — 3 ротних фортеці і 7 редутів між ними. Також планувалося створити водну перешкоду, піднявши за допомогою дамб рівень води в названих ріках. Фортеці та редути оснастити 1 014 гарматами та 306 мортирами. Роботи намічалося виконати протягом 6 років, а їх вартість, без витрат на утримання працюючих не повинна була перевищувати 1 178 549 карбованців.
Будівництво Дніпровської лінії розпочалося зі зведення двох флангових фортець — Олександрівської при Дніпрі та Петрівської — при Берді. Основна увага надавалась першій, яка знаходилася при головній дорозі з Криму на Лівобережну і Слобідську Україну. В ній також розмістилося командування лінії. Через недостачу робочих рук, будівельних матеріалів завершити будівництво лінії не вдалося навіть до часу анексії Криму Російською імперією. Довелося замість 35-верстного валу і 3-х ротних фортець між вершинами Конки і Берди побудувати середню — Кирилівську фортецю. Недобудовані на Конці Микитівська і Григорівська, а на Берді — Олексіївська і Захарівська фортеці були перетворені в укріплені поселення, в яких розмістили відставних солдат, переведених з Бахмутської провінції однодвірців, а також засуджених, що працювали на зведенні лінії. Зі зведенням Дніпровської лінії землі Війська Запорозького на лівобережжі Дніпра опинилися між двома оборонними спорудами і стали остаточно невід'ємною частиною Російської імперії.
Таким чином, ініціаторами зведення оборонних споруд в регіоні на перших порах виступили запорожці, з другої половини XVII століття ініціативу перехоплює російський уряд. Зведенням Української лінії в межиріччі Сіверського Дінця й Дніпра, поселенням при ній ландміліційних полків, а на її флангах Нової Сербії та Слов'яносербії царизм не тільки ізолював Військо Запорозьке від інших частин України, але й створив умови для поступового наступу на Крим і підпорядкування собі всього Північного Причорномор'я. В той же час будівництво захисних споруд прискорювало процес заселення та господарського освоєння регіону.